# Maricá
Maricá er en kommune i den brasilianske delstat Rio de Janeiro. Den har et areal på 360,5 km2, og i 2010 havde den en befolkning på 127.461.

## Historie
Kommunen blev Grundlagt i 1889, og den nuværende borgmester (siden 2017) er Fabiano Horta (PT).

## Beliggenhed
Maricá ligger 36 kilometer fra delstatens hovedstad Rio de Janeiro. Dens tilgrænsende byer er:
- Niterói – vest
- São Gonçalo – nordvest
- Itaboraí – nord
- Tanguá – nordøst
- Saquarema – øst